# Niente x nessuno (singolo)
Niente x nessuno è un singolo hardcore rap del beatmaker Mr. Phil, che vede la partecipazione di Danno del Colle der Fomento, Primo dei Cor Veleno, Il Turco di Gente de Borgata e Marciano dei Barracruda. Il singolo è estratto dall'album omonimo del 2014.